# Pilori de Braga
Pour les articles homonymes, voir Braga (homonymie).
Le pilori de Braga (en portugais : Pelourinho de Braga) se trouve dans la freguesia de Sé, du concelho de Braga, dans le district du même nom, au Portugal.
Situé à proximité de la cathédrale de Braga, ce pilori est classé comme Imóvel de Interesse Público depuis 1933.

## Référence
1. ↑   (en + pt) DGPC, « Notice no 73931 », sur Património Cultural Imóvel.